# Epizeuxis lunulata
Epizeuxis lunulata är en fjärilsart som beskrevs av Herz 1905. Epizeuxis lunulata ingår i släktet Epizeuxis och familjen nattflyn. Inga underarter finns listade i Catalogue of Life.